# Xã Carpio, Quận Ward, Bắc Dakota
Xã Carpio (tiếng Anh: Carpio Township) là một xã thuộc quận Ward, tiểu bang Bắc Dakota, Hoa Kỳ. Năm 2010, dân số của xã này là 68 người.